# Шерстобитов Євген Фірсович
Євген Фірсович Шерстобитов (19 червня 1928 , Верхньоудинськ  — 20 жовтня 2008 , Київ ) — український радянський кінорежисер, сценарист. Лауреат Республіканської премії комсомолу Української РСР ім. М. Островського (1966). Заслужений діяч мистецтв УРСР (1978).

## Біографія
Народився 19 червня 1928 року в місті Верхньоудинськ, тепер Улан-Уде, Росія. Закінчив режисерський факультет Всесоюзного державного інституту кінематографії (1960, майстерня М. Ромма).
Працював на к/ст «Узбекфільм» і Центральному телебаченні.
З 1963 року — кінорежисер Київської кіностудії імені О. П. Довженка.

Могила Євгена Шерстобитова, Лісове кладовище

Член Національної спілки кінематографістів України. Нагороджений медалями.
На початку жовтня 2008 року провів останній творчий вечір. Помер у 80-річному віці 20 жовтня 2008 року в київській лікарні. Похований на Лісовому кладовищі (ділянка № 4, 50°29′58.89″ пн. ш. 30°37′42.69″ сх. д. / 50.4996917° пн. ш. 30.6285250° сх. д.).

## Фільмографія

### Режисер
Поставив на Київській кіностудії ім. Олександра Довженка:
- «Юнга зі шхуни „Колумб“» (1963),
- «Казка про Хлопчиша-Кибальчиша» (1964, Премія ЛКСМ України ім. М. Островського, 1966),
- «Акваланги на дні» (1965),
- «Туманність Андромеди» (1967, Диплом журі Міжнародного кінофестивалю науково-фантастичних фільмів у Трієсті, Італія, 1968),
- «Скарби палаючих скель» (1969),
- «У тридев'ятому царстві...» (1970),
- «Тільки ти» (1972),
- «Поцілунок Чаніти» (1974),
- «Я більше не буду» (1975),
- «Не плач, дівчино» (1976),
- «Тачанка з півдня» (1977),
- «Бунтівний „Оріон“» (1979),
- «Беремо все на себе» (1980),
- «На вагу золота» (1983),
- «Нас водила молодість...» (1986, т/ф, 3 о),
- «Казка про гучний барабан» (1987),
- «Дві долі» (1990, док., 5 ч., студія «Кінематографіст»),
- «Проєкт „Альфа“» (1990),
- «Прорив» (1991).

### Сценарист
- «Казка про Хлопчиша-Кибальчиша» (1964),
- «Акваланги на дні» (1965),
- «Туманність Андромеди» (1967, у співавт. з В. Дмитрієвським),
- «Скарби палаючих скель» (1969, у співавт. з Г. Новогрудським),
- «Тільки ти» (1972, у співавт. з В. Массом),
- «Поцілунок Чаніти» (1974, у співавт. з Є. Шатуновським),
- «Не плач, дівчино» (1976, у співавт. з Є. Шатуновським),
- «Беремо все на себе» (1980),
- «На вістрі меча» (1986, у співавт. з Б. Крижановським, Ю. Новиковим),
- «Казка про гучний барабан» (1987),
- «Проєкт „Альфа“» (1990),
- «Прорив» (1991).